# لارس ارونسون
لارس ارونسون (انگلیسی: Lars Aronsson؛ زادهٔ ۱۹ مارس ۱۹۶۶) مهندس، برنامه‌نویس و مشاور فنی اهل سوئد است.

## زندگی‌نامه
لارس ارونسون در ۱۹۶۶ در اوربرو سوئد متولد شد. وی بنیانگذار دو وب سایت سوئدی به نام‌های آرشیو کتاب الکترونیک رایگان پروژه رونبرگ و ویکی سوسنینگ. نو سوئدی است.

## جوایز
به ارونسون جایزه "IP-priset" 2007 برای کار در پروژه‌های فوق و پروژه شعبه ویکی‌مدیا در سوئد اهدا شد.